# Tacchini (Mondkrater)
Tacchini ist ein Einschlagkrater am östlichsten Rand der Mondvorderseite, am Nordrand des Mare Smythii, nordöstlich des Kraters Schubert.
Der Krater ist stark erodiert und vor allem der nordöstlich Teil des Walls ist nahezu eingeebnet.
Der Krater wurde 1973 von der IAU nach dem italienischen Astronomen Pietro Tacchini offiziell benannt.